# 19e division de réserve (Empire allemand)
Pour les articles homonymes, voir 19e division d'infanterie.
La 19e division de réserve est une unité de l'armée allemande qui participe lors de la Première Guerre mondiale aux principales batailles du front de l'Ouest.

## Première Guerre mondiale

### Composition

#### Composition à la mobilisation - 1916
- 37e brigade d'infanterie de réserve

73e régiment d'infanterie de réserve
78e régiment d'infanterie de réserve
- 39e brigade d'infanterie de réserve

74e régiment d'infanterie de réserve
92e régiment d'infanterie de réserve
79e régiment d'infanterie de réserve
- 6e régiment de dragons de réserve
- 19e régiment d'artillerie de campagne de réserve
- 1re et 2e compagnies du 10e bataillon de pionniers de réserve de Hanovre

#### 1917
- 37e brigade d'infanterie de réserve

73e régiment d'infanterie de réserve
78e régiment d'infanterie de réserve
79e régiment d'infanterie de réserve
- 1 escadron du 6e régiment de dragons de réserve
- 19e régiment d'artillerie de campagne de réserve
- 1re et 2e compagnies du 10e bataillon de pionniers de réserve de Hanovre

#### 1918
- 37e brigade d'infanterie de réserve

73e régiment d'infanterie de réserve
78e régiment d'infanterie de réserve
79e régiment d'infanterie de réserve
- 1er escadron du 6e régiment de dragons de réserve
- artillerie :

19e régiment d'artillerie de campagne de réserve
2e bataillon du 3e régiment d'artillerie à pied (état-major, 5e, 7e et 9e batteries)
- 3 escadrons du 6e régiment de dragons de réserve
- 319e bataillon de pionniers (1re et 2e compagnies du 10e bataillon de pionniers de réserve de Hanovre)

### Historique
Au déclenchement du conflit, la 19e division de réserve forme avec la 2e division de réserve de la Garde le 10e corps de réserve rattaché à la IIe armée allemande.

#### 1914
- 2 - 15 août : concentration de la division dans la région de Cologne, puis au camp d'Elsenborn à partir du 13 août.
- 15 - 22 août : entrée en Belgique par Spa. Progression le long de la rive gauche de la Meuse pour atteindre Liège. Franchissement de la Sambre à l'ouest de Charleroi.
- 22 - 26 août : engagée dans la bataille de Charleroi, combats dans la région de Nalinnes ; poursuite des troupes françaises.
- 26 - 28 août : entrée en France par Avesnes, progression vers le sud à la poursuite des troupes françaises.
- 29 - 30 août : engagée dans la bataille de Guise, entre Saint-Quentin et Ribemont.
- 31 août - 6 septembre : progression vers le sud à la poursuite des troupes françaises par Braine. La Marne est franchie à Dormans.
- 6 - 10 septembre : engagée dans la bataille de la Marne

#### 1916
Front d'Argonne, notamment le secteur de Binarville où la 19ème RD a laissé trace de son passage à la fontaine appelée "König Karl Quelle" par les Allemands et "Fontaine de l'Homme-Mort" par les Français.

## Chefs de corps
| Grade                  | Nom                         | Date                           |
| ---------------------- | --------------------------- | ------------------------------ |
| General der Infanterie | Max von Bahrfeldt           | 2 août 1914 - 28 juin 1915     |
| General der Infanterie | Hermann von Wartenberg (de) | 29 juin 1915 - 5 novembre 1917 |
| Generalmajor           | Paul Meister                | 6 novembre 1917 - janvier 1919 |